# آن هاردي
آن هاردي (بالإنجليزية: Ann Hardy)‏ هي مبرمجة أمريكية، ولدت في 20 أبريل 1933 في شيكاغو في الولايات المتحدة.